# Martin JRM Mars
Martin JRM Mars là một loại thủy phi cơ vận tải cỡ lớn 4 động cơ. Nó được thiết kế chế tạo với số lượng nhỏ cho Hải quân Hoa Kỳ trong Chiến tranh thế giới II. Nó là tàu bay lớn nhất của quân Đồng mình được sản xuất, chỉ có 7 chiếc được chế tạo.

## Biến thể

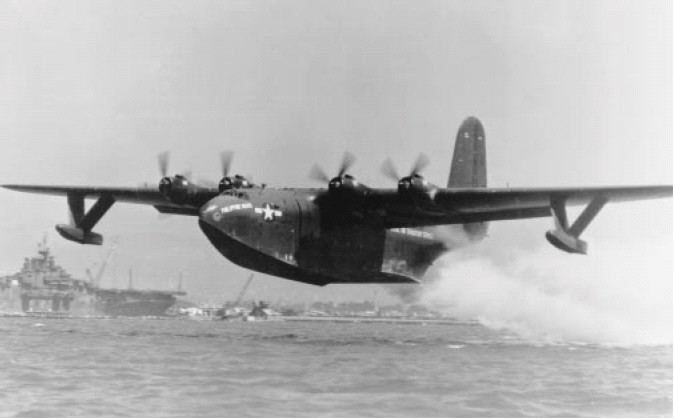
JRM-1 BuNo 76820
Philippine Mars

XPB2M-1
Mẫu thử tàu bay tuần tra tầm xa 170, lắp 4 động cơ Wright R-3350-8, 1 chiếc, hoán cải từ XPB2M-1R.
XPB2M-1R
Mẫu thử hoán cái vào tháng 12 năm 1943 làm mẫu thử cho phiên bản vận tải.
JRM-1
Model 170A, biến thể vận tải tầm xa, ban đầu có 20 chiếc được ký mua sau giảm xuống còn 6 chiếc.
JRM-2
JRM-1 cuối cùng được đặt mua và hoàn thành với tên gọi JRM-2, dùng động cơ 3.000 hp Pratt & Whitney R4360-4T. Tải trọng tăng lên 20.000 lbs.
JRM-3
Model 170B, hoán cải từ 4 chiếc JRM-1, lắp 4 động cơ mới 2.400 hp Wright R3350-24WA.

## Tính năng kỹ chiến thuật (JRM-3 Mars)

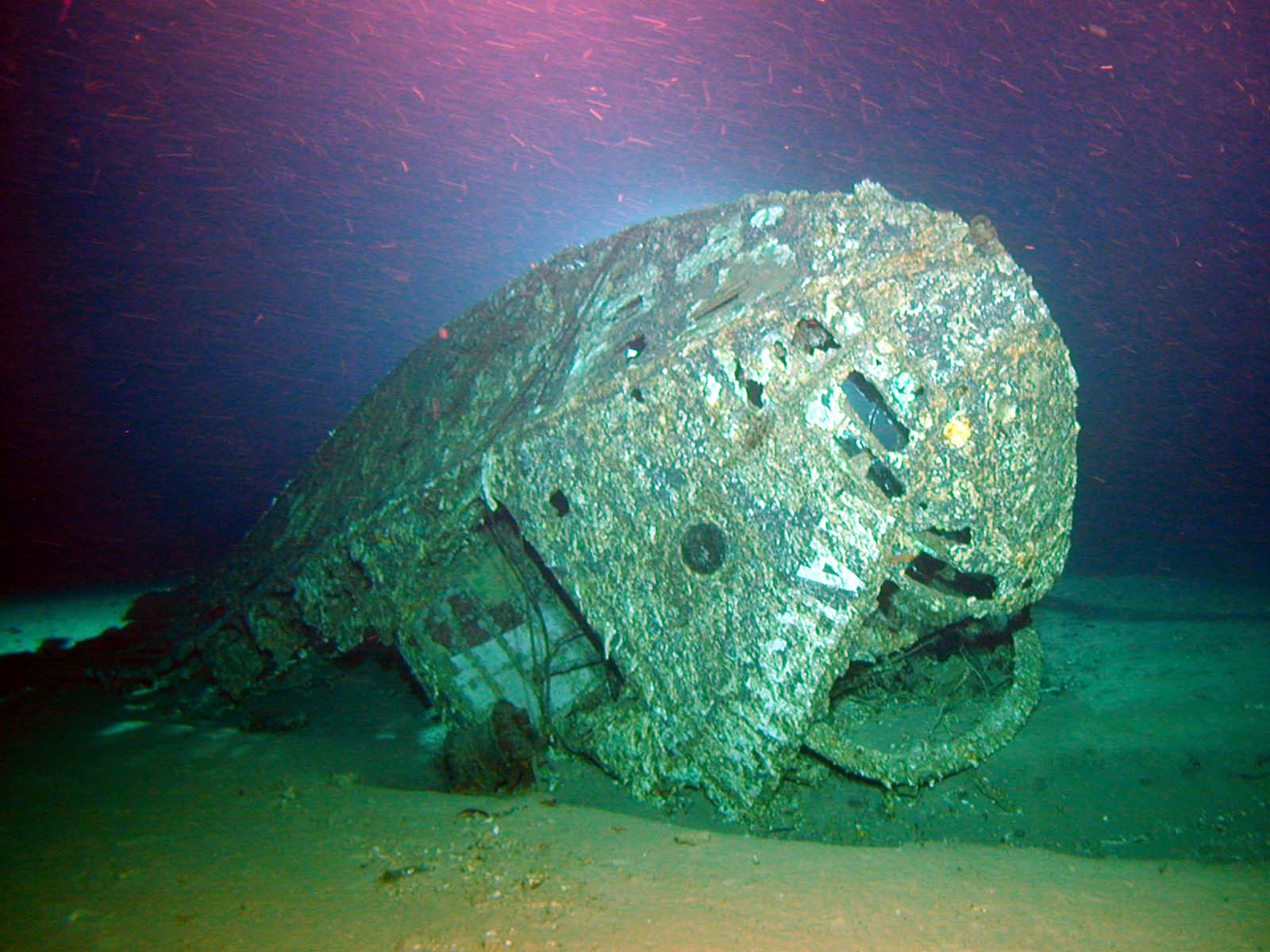
JRM-1 Marshall Mars

Dữ liệu lấy từ Jane’s Fighting Aircraft of World War II
Đặc điểm tổng quát
- Kíp lái: 4
- Sức chứa: 133 lính, hoặc 84 cáng và 25 nhân viên y tế
- Tải trọng: 32.000 lb (15.000 kg)
- Chiều dài: 117 ft 3 in (35,74 m)
- Sải cánh: 200 ft 0 in (60,96 m)
- Chiều cao: 38 ft 5 in (11,71 m)
- Diện tích cánh: 3.686 ft² (342,4 m²)
- Trọng lượng rỗng: 75.573 lb (34.279 kg)
- Trọng lượng có tải: 90.000 lb (40.820 kg)
- Trọng lượng cất cánh tối đa: 165.000 lb (74.800 kg)
- Động cơ: 4 × Wright R-3350-24WA Duplex Cyclone, 2.500 hp (1.900 kW)  mỗi chiếc

 Hiệu suất bay 
- Vận tốc cực đại: 192 knot (221 mph, 356 km/h)
- Vận tốc hành trình: 165 knot (190 mph, 305 km/h)
- Tầm bay: 4.300 hải lý (5.000 mi, 8.000 km)
- Trần bay: 14.600 ft (4.450 m)